# 발칙한 사물 이야기 다빈치 노트
다빈치 노트는 2015년 1월 11일부터 2015년 4월 4일까지 방송된 KBS 1TV, KBS 2TV의 과학 전문 교양 프로그램이다.

## 기획 의도
인문학, 사회학적으로 큰 의미를 가진 사물을 아이템으로 선정해 이야기를 풀어가는 프로그램.

## 방송 일시
| 방송 채널 | 방송 기간                        | 방송 시간                            |
| --------- | -------------------------------- | ------------------------------------ |
| KBS 2TV   | 2014년 12월 2일                  | 화요일 저녁 8:55 ~ 밤 10:00 (65분)   |
| KBS 2TV   | 2015년 2월 14일 ~ 2015년 4월 4일 | 매주 토요일 오전 9:00 ~ 10:00 (60분) |
| KBS 1TV   | 2015년 1월 11일 ~ 2015년 2월 8일 | 매주 일요일 밤 9:40 ~ 10:40 (60분)   |

## 진행자
| 역대        | 진행자 | 진행 기간                        |
| ----------- | ------ | -------------------------------- |
| 파일럿(1대) | 김민정 | 2014년 12월 2일                  |
| 2대         | 이지연 | 2015년 1월 11일 ~ 2015년 4월 4일 |

## 방송 회차

### 2014~2015년
| 회차 | 방송일   | 부제                                  |
| ---- | -------- | ------------------------------------- |
| 시범 | 12월 2일 | 세상을 바꾼 붉은 색 - 립스틱          |
| 1회  | 1월 11일 | 작은 원 안에 담긴 우주 - 시계         |
| 2회  | 2월 1일  | 자유와 성을 찢고, 몸을 입다 - 청바지  |
| 3회  | 2월 8일  | 21세기 나르시시즘 - 셀카봉            |
| 4회  | 2월 14일 | 인간과 기계, 소통을 시작하다 - 마우스 |
| 5회  | 2월 21일 | 목욕 - 휴식의 공식을 만들다           |
| 6회  | 2월 28일 | 만두 - 복(福)을 끌어안다              |
| 7회  | 3월 7일  | 자판기                                |
| 8회  | 3월 14일 | 연필                                  |
| 9회  | 3월 21일 | 기억을 조작하는 향수                  |
| 10회 | 3월 28일 | 철가방                                |
| 11회 | 4월 4일  | 인류 진화의 조건 - 야구공             |

## 시청률
- AGB 닐슨 미디어리서치

| 회차   | 방송 일자       | 전국 시청률(증감치) |
| ------ | --------------- | ------------------- |
| 파일럿 | 2014년 12월 2일 | 3.4%                |
| 1회    | 2015년 1월 11일 | 3.9%(+0.5)          |
| 2회    | 2015년 2월 1일  | 3.1%(-0.8)          |
| 3회    | 2015년 2월 8일  | 3.7%(+0.6)          |
| 4회    | 2015년 2월 14일 | 2.1%(-1.6)          |
| 5회    | 2015년 2월 21일 | 2.9%(+0.8)          |
| 6회    | 2015년 2월 28일 | 2%(-0.9)            |
| 7회    | 2015년 3월 7일  | 1.9%(-0.1)          |
| 8회    | 2015년 3월 14일 | 2.2%(+0.3)          |
| 9회    | 2015년 3월 21일 | 1.7%(-0.5)          |
| 10회   | 2015년 3월 28일 | 2.2%(+0.5)          |
| 11회   | 2015년 4월 4일  | 2.1%(-0.1)          |

## 같이 보기
- 과학
- 인문학
- 사회학
- 과학카페, 과학스페셜, 궁금한 일요일 장영실쇼 (KBS 1TV)
- 과학수사대 스모킹 건, 셀럽병사의 비밀 (KBS 2TV)
- 최고다! 호기심딱지 (EBS 1TV)
- 사이언스 탐정, 한자로 통(通)하는 삼국지 (EBS 2TV)
- 권용주, 김나진의 차카차카 (MBC 표준FM)